# باشگاه فوتبال نیولز اولد بویز
باشگاه فوتبال نیولز اولد بویز (به اسپانیایی: Newell's Old Boys) یک باشگاه فوتبال در شهر روساریو، سانتا فه، آرژانتین است.
این باشگاه در سال ۱۹۰۳ میلادی تاسیس شده است و سابقه ۶ قهرمانی در لیگ برتر فوتبال آرژانتین را دارد. لیونل مسی و گابریل باتیستوتا زندگی فوتبالیشان را از این باشگاه آغاز کرده‌اند. از بزرگترین بازیکنان این تیم می شود به دیه گو آرماندو مارادونا اشاره کرد.وی فقط پنج بازی برای این تیم انجام داد و پس از رضایت رئیس باشگاه و ناکامی از این تیم جدا شد.

## اسپانسر البسه
| کشور    | شرکت   | تا    | از   |
| ------- | ------ | ----- | ---- |
| آلمان   | Adidas | 1378  | 1358 |
| اسپانیا | Luanvi | 1379  | 1378 |
| انگلیس  | Mitre  | 1381  | 1379 |
| فرانسه  | TBS    | 1384  | 1381 |
| برزیل   | Topper | 1394  | 1384 |
| آلمان   | Adidas | 1396  | 1394 |
| انگلیس  | Umbro  | 1400  | 1397 |
| ایتالیا | جیووا  | اکنون | 1401 |

## افتخارات
- دسته برتر فوتبال آرژانتین (۶): ۱۹۷۴، ۱۹۸۷–۸۸، ۱۹۹۰–۹۱، ۱۹۹۲ , ۲۰۰۴ , ۲۰۱۳

## بازیکنان برجسته
- دیگو مارادونا
- لیونل مسی
- گابریل باتیستوتا
- اور بانگا
- کیلور ناواس